# Лубенці
Лу́бенці — село в Україні, у Черкаському районі Черкаської області, підпорядковане Михайлівській сільській громаді. Розташоване на правому березі річки Тясмин на північній околиці Холодного Яру в продовженні одного з його ярів під назвою Червоний Яр за 25 км на північний схід від міста Кам'янки. Населення 311 чоловік (на 2001 рік).

## Географія
У селі бере початок струмок Лубенька.

## Історія
У документальних джерелах село згадується з часів кріпаччини. Воно було власністю двох поміщиків С. М. Бронякевича і Р. П. Малчевського. Пізніше селом володіли нащадки Малчевського по жіночій лінії.
Перші документальні згадки про церкву датуються 1729 роком. Згадана вона з тим, що тогдішній місцевий священник отець Кузьма навідріз відмовився приймати унію. Кілька разів церкву відновляли — в 1778, 1834 роках. Проіснувала до 1941 року.
Мешканці села брали участь у визвольних війнах, осередки яких базувалися в Холодному Яру, зокрема в Хмельниччині і Коліївщині. В 1919—1920 роках в селі розташовувалась бойова сотня гайдамаків Холодного Яру під командуванням Прокопа Пономаренка. До 1922 року на околицях села йшли жорстокі бої проти радянської влади.
Багато людей померло від голоду під час Голодомору в 1932—1933 роках. Понад десяти були репресовані окупаційною радянською владою, а село в документах НКВС значилось як неблагонадійне.
В роки радянсько-німецької війни 175 жителів села пішли на фронт, 88 з них загинули в боях, 25 нагороджені бойовими орденами і медалями. В селі споруджено два пам'ятника і два обеліска воїнам-визволителям та партизанам, які загинули у боротьбі з нацистами.
Станом на 1972 рік в селі мешкало 689 чоловік, працював колгосп імені Жовтневої революції, який мав в користуванні 2,8 тисяч га сільськогосподарських угідь, у тому числі 1,4 тисяч га орної землі. Господарство спеціалізувалось на відгодівлі молодняка великої рогатої худоби. На той час в селі працювали восьмирічна школа, будинок культури, клуб, бібліотека з фондом 7 тисяч книг, фельдшерсько-акушерський пункт, пологовий будинок.

## Археологічні знахідки
Територія села була заселена ще за доісторичних часів. В музеї Лубенської школи зберігається крем'яне скребло часів неоліту, знайдена на околицях села.
У перехідний період від доби бронзи до залізної доби в XI—XVIII століттях до н. е. територія села була заселена племенами чорноліської культури, про що свідчить виявлене тут у 1952 році городище, у якому знайдені уламки глиняних горщиків, вироби із кістки і кременю. Виявлені зразки бронзового виробництва. У цьому ж році виявлене ранньоскіфське поселення в урочищі Гайдамацька гора.
У 2006 році на території села виявлено залишки козацького зимівника 17 століття.

## Сучасність
В селі діє середня школа, збудована за спецпроєктом наприкінці 90-х років 20 століття. В її приміщенні також розташовані поштове відділення, фельдшерсько-акушерський пункт, сільська рада, магазин, бібліотека. Станом на початок 2017 року школа не працює. В приміщенні школи діючими є тільки поштове відділення, фельдшерсько-акушерський пункт і сільська рада.
У селі два господарники: СТОВ «Надія» і СТОВ «Молеф», працює клуб.